# Lorenz Claussen

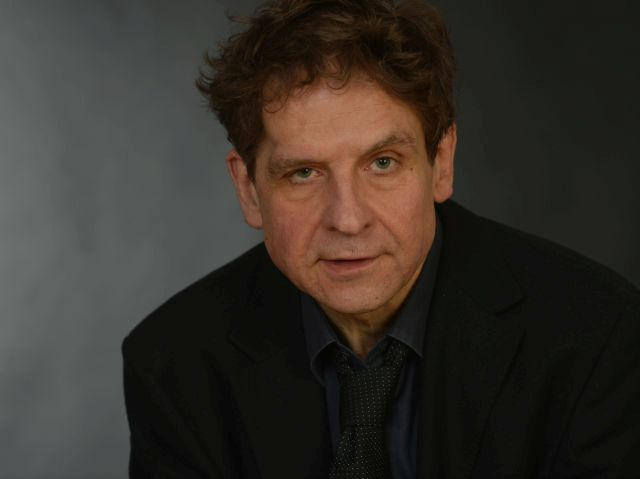
Lorenz Claussen 11/2015

Lorenz Claussen (* 1955 in Kiel) ist ein deutscher Schauspieler.

## Leben
Nach dem Abitur 1974 in Flensburg studierte Lorenz Claussen Mathematik und Informatik in Braunschweig und München. In München war er zugleich als Schauspieler tätig, zunächst im Stück Bavaria Loas von Philip Arp (Theater am Sozialamt (TamS)), der Festivalproduktion des Münchner Theaterfestivals 1979. Es folgten weitere Arbeiten in der freien Münchner Theaterszene. Von 1979 bis 1981 nahm Claussen Schauspielunterricht, so etwa bei Susan Batson vom Actors Studio. Darüber hinaus machte er eine Ausbildung zum Puppenspieler, und bis 1994 war er, parallel zum Theater, an Dreharbeiten zu 75 Episoden der NDR-Puppenserie Hallo Spencer (Text und Regie: Peter Podehl und andere) beteiligt.
1981 nahm er ein Engagement als Schauspieler am Theater Die Tonne in Reutlingen an, 1983 am Zimmertheater Tübingen. Von 1984 bis 1988 war Lorenz Claussen Ensemblemitglied an den Vereinigten Städtischen Bühnen Krefeld-Mönchengladbach und von 1988 bis 1992 fest engagiert am Nationaltheater Mannheim; von 1992 an frei arbeitend am Staatstheater Stuttgart, am Schauspiel Bonn und am Theater Essen. Von 1993 bis 2002 war Claussen am Schauspielhaus Zürich und von 2002 bis 2005 am Theater Aachen tätig.
Seit 2005 ist er u. a. am Staatstheater Wiesbaden und am TamS-Theater München, 2012 an der Volksbühne am Rosa-Luxemburg-Platz, Berlin. In seiner Theaterarbeit hat Claussen u. a. mit den Regisseuren Anette Spola, Siegfried Bühr, Gerardjan Rijnders, Hans Peter Cloos, Jörg Hube, Nicolas Brieger, Uwe Eric Laufenberg, Dieter Giesing, David Mouchtar-Samorai und Ruedi Häusermann zusammengearbeitet. Seit 1983 übernimmt er auch Aufträge für Film und Fernsehen, von denen einige auf internationalen Filmfestivals nominiert waren (u. a.: Locarno 1996, 2014; Berlin 2005 (First Steps); Cannes 2006).

## Theaterrollen (Auswahl)

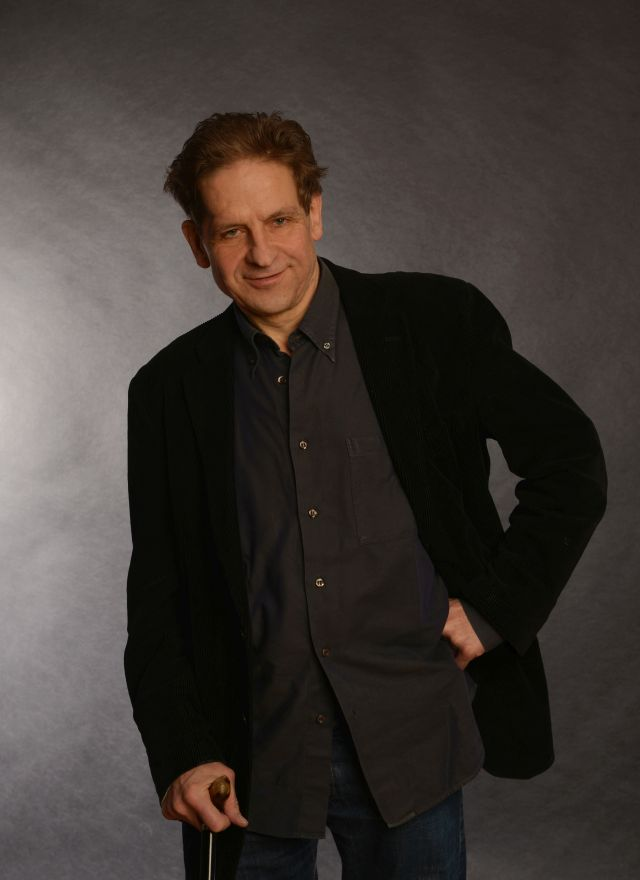
Lorenz Claussen 10/2015

- 1983 als Alceste in Der Menschenfeind, Regie Siegfried Bühr, am Zimmertheater Tübingen
- 1984 als Faust in Faust III, Regie Siegfried Bühr, am Zimmertheater Tübingen
- 1986 als Graf Wetter vom Strahl in Das Käthchen von Heilbronn, Regie Gerardjan Rijnders, am Theater Krefeld und Mönchengladbach
- 1988 als Bruno Mechelke in Die Ratten, Regie Bruno Klimek, am Theater Krefeld und Mönchengladbach
- 1988 als Hans in Alles klar, Regie Jörg Hube, am TamS-Theater, München
- 1991 als Hans Freiberger in Die Minderleister, Regie Nicolas Brieger, am Nationaltheater Mannheim
- 1992 als Benvolio in Romeo und Julia, Regie Gerd Böckmann, am Staatstheater Stuttgart
- 1993 als Schweizer in Die Räuber, Regie Uwe Eric Laufenberg, am Schauspielhaus Zürich
- 1994 als Jimmy Porter in Blick zurück im Zorn, Regie Hans Escher, am Schauspielhaus Zürich
- 1995 als Otto Holdenrieder in Der Drang, Regie: Uwe Eric Laufenberg, am Schauspielhaus Zürich
- 1996 als Orsino in Was ihr wollt, Regie Klaus Weise, am Schauspielhaus Zürich
- 1996 als Ehemann in Der reizende Reigen, Regie Rüdiger Burbach, am Schauspielhaus Zürich
- 1998 als Newton in Best of Physiker, Regie Katja Früh, am Schauspielhaus Zürich
- 1999 als John of Gaunt, Bardolph, Edward IV und andere in Königsdramen, Regie Rüdiger Burbach, am Schauspielhaus Zürich
- 2001 als Hans in Der junge Luther, Regie: Fernando Scarpa, an der Stadtkirche St. Marien, Lutherstadt Wittenberg
- 2002 als Konsul in Graf Öderland, Regie: David Mouchtar-Samorai, am Stadttheater Bern
- 2002 als Bewohner in Kanon für geschlossene Gesellschaft, Regie: Ruedi Häusermann, am Cuvillies-Theater, München
- 2002 als Sir Toby in Was ihr wollt, Regie: Michael Helle, am Theater Aachen
- 2003 als Pandion in Die drei Vögel, Regie Michael Helle, am Theater Aachen
- 2004 als Pozzo in Warten auf Godot, Regie Barbara Beyer, am Theater Aachen
- 2004 als Der Mann in Antilopen, Regie Peter Carp, am Theater Aachen
- 2004 als Thoas in Iphigenie auf Tauris, Regie Sascha Bunge, am Theater Aachen
- 2005 als Stephano in Der Sturm, Regie András Fricsay, am Staatstheater Wiesbaden
- 2009 als Ernst in Sofort heiraten, Regie Cornelius Gohlke, am TamS-Theater, München
- 2009 als Schiller in Kabale, Liebe und wundersame Luisen, Regie Anette Spola / Burchard Dabinnus, am TamS-Theater, München
- 2010 als Er in Virgin Wool, Regie: Hilde Schneider, am TamS-Theater, München
- 2011 Lesung aus Thomas Bernhards Der Stimmenimitator in Vom Schlimmsten das Beste, Regie Lorenz Seib, am TamS-Theater, München
- 2012 als Karl Bunzenberger in Birnbaum so blau juchhe, Regie Anton Prestele, am TamS-Theater, München
- 2015 als Onkel Hubsi in Die Traumbürgerhochzeit, Regie: Anette Spola, am TamS-Theater, München
- 2020 als King Lear in Trotz des großen Erfolgs – eine Revue des Scheiterns, Regie: Anette Spola und Lorenz Seib, am TamS-Theater, München

## Filmografie (Auswahl)
- 1983: Die Knapp-Familie (Fernsehserie) – Regie: Stephan Meyer
- 1991: Killer (Fernsehserie) – Regie: Gert Steinheimer
- 1993: Schwarz greift ein (Fernsehserie) – Regie: Gert Steinheimer
- 1996: Dr. Younamis sagt: Warum eine Frau einen Mann hassen sollte (Festival Locarno) – Regie: Daniel Young
- 1997: Bella Block – Tod eines Mädchens (Fernsehserie) – Regie: Markus Imboden
- 1997: Ein Fall für zwei (Fernsehserie) – Regie: Peter Fratzscher
- 1997: Der Schnapper – Blumen für den Mörder (Fernsehfilm) – Regie: Vadim Glowna
- 1998: Die Hochzeitskuh (Fernsehfilm) – Regie: Tomi Streiff
- 1998: Verschwinde von hier (Fernsehfilm) – Regie: Franziska Buch
- 1999: Stille Nacht, Heilige Nacht (Spielfilm) – Regie: Thomas Stiller
- 2000: Paul Is Dead (Spielfilm) – Regie: Hendrik Handloegten
- 2000: Balko (Fernsehserie) – Regie: Daniel Helfer
- 2000: Im Namen des Gesetzes (Fernsehserie) – Regie: Dagmar von Chappuis
- 2001: Wolffs Revier (Fernsehserie) – Regie: Michael Mackenroth
- 2002: Berlin, Berlin (Fernsehserie) – Regie: Gudrun Scherer
- 2002: Tatort: Filmriss – Regie: Ralph Bohn
- 2002: Baby – Regie: Philipp Stölzl
- 2003: Die Pfefferkörner (Fernsehserie) – Regie: Klaus Wirbitzky
- 2004: Stromberg (Fernsehserie) – Regie: Arne Feldhusen
- 2004: SOKO Wismar  (Fernsehserie) – Das Liebste – Regie: Axel Bock
- 2004: Spiele der Macht – 11011 Berlin (Fernsehfilm) – Regie: Markus Imboden
- 2005: Hunde (Kinokurzfilm) – Regie: Matthias D. Huser
- 2005: SOKO Köln (Fernsehserie) – Kalte Küche – Regie: Patrick Winczewski
- 2006: Abschnitt 40 (Fernsehserie) – Regie: Florian Kern
- 2006: Die Österreichische Methode – Regie: Erica von Moeller
- 2006: Mein Mann, der Trinker (Fernsehfilm) – Regie: Bodo Fürneisen
- 2006: Auf Nummer sicher? – Regie: David Dietl
- 2007: Post Mortem (Fernsehserie) – Regie: Thomas Jauch
- 2007: Kommissar Stolberg – Vermisst – Regie: Markus Imboden
- 2008: Die dunkle Seite (Fernsehfilm) – Regie: Peter Keglevic
- 2009: Dutschke (Fernsehfilm) – Regie: Stefan Krohmer
- 2009: Über den Tod hinaus (Fernsehfilm) – Regie: Andreas Senn
- 2013: They Chased Me Through Arizona (Spielfilm) – Regie: Matthias D. Huser